# U-Bahnhof Überseequartier

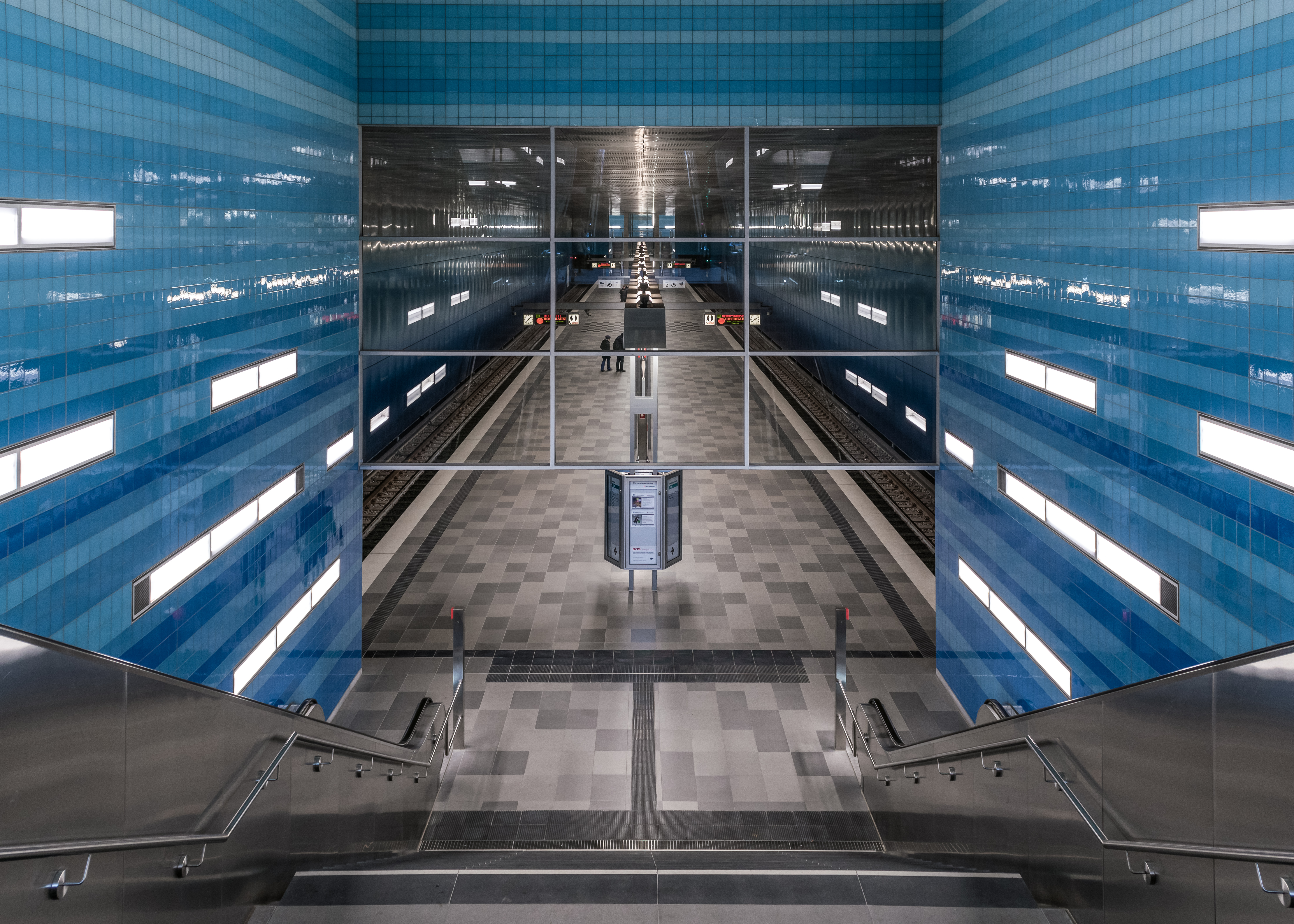
Eingangsbereich zum Bahnsteig

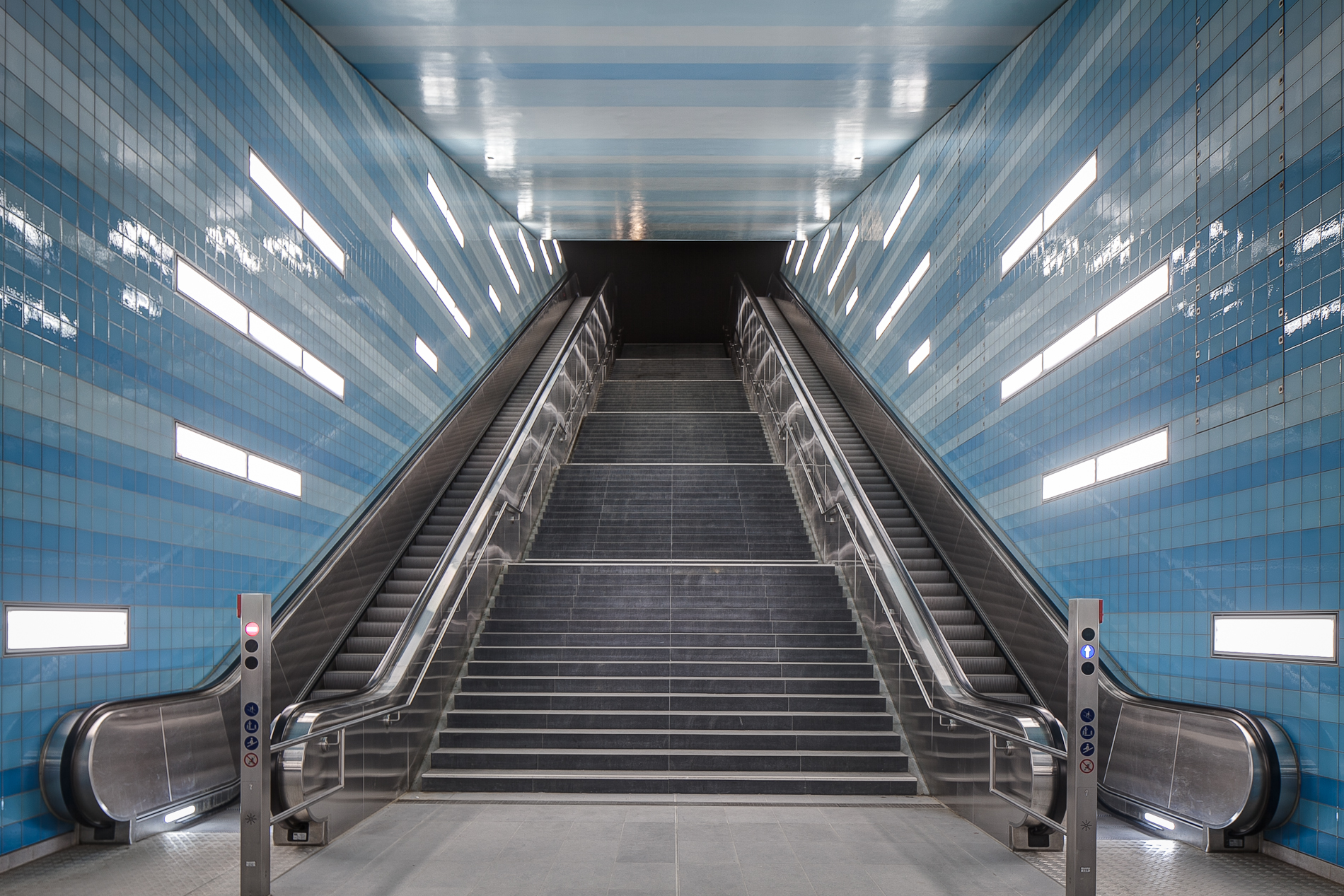
Treppenanlage auf der Westseite

Der U-Bahnhof Überseequartier ist eine Haltestelle der Hamburger U-Bahn-Linie U4 im Stadtteil HafenCity. Das Kürzel der Station bei der Betreiber-Gesellschaft Hamburger Hochbahn lautet „UR“, Namensgeber ist das Überseequartier. Der U-Bahnhof hat täglich 10.077 Ein- und Aussteiger (mo–fr, 2019).

## Geschichte
Zur Erschließung der HafenCity durch eine neu zu bauende U-Bahn-Strecke erfolgte am 23. August 2007 der erste Spatenstich durch den damaligen Ersten Bürgermeister Ole von Beust. Die ersten Arbeiten am U-Bahnhof Überseequartier hatten hingegen schon Anfang 2007 in offener Bauweise begonnen. Die Schildeinfahrt des Tunnelbohrers VERA von der HafenCity aus zur Haltestelle Jungfernstieg für den ersten Tunnel erfolgte am 13. Oktober 2009, die zweite am 3. Dezember 2010. Im Sommer 2010 begann der Innenausbau des U-Bahnhofs.
Die U4 und ihre neuen Haltestellen wurden am 29. November 2012 eröffnet. Bei den Planungen zu dieser U-Bahn-Haltestelle wurde von täglich 35.000 Fahrgästen ausgegangen.

## Anlage

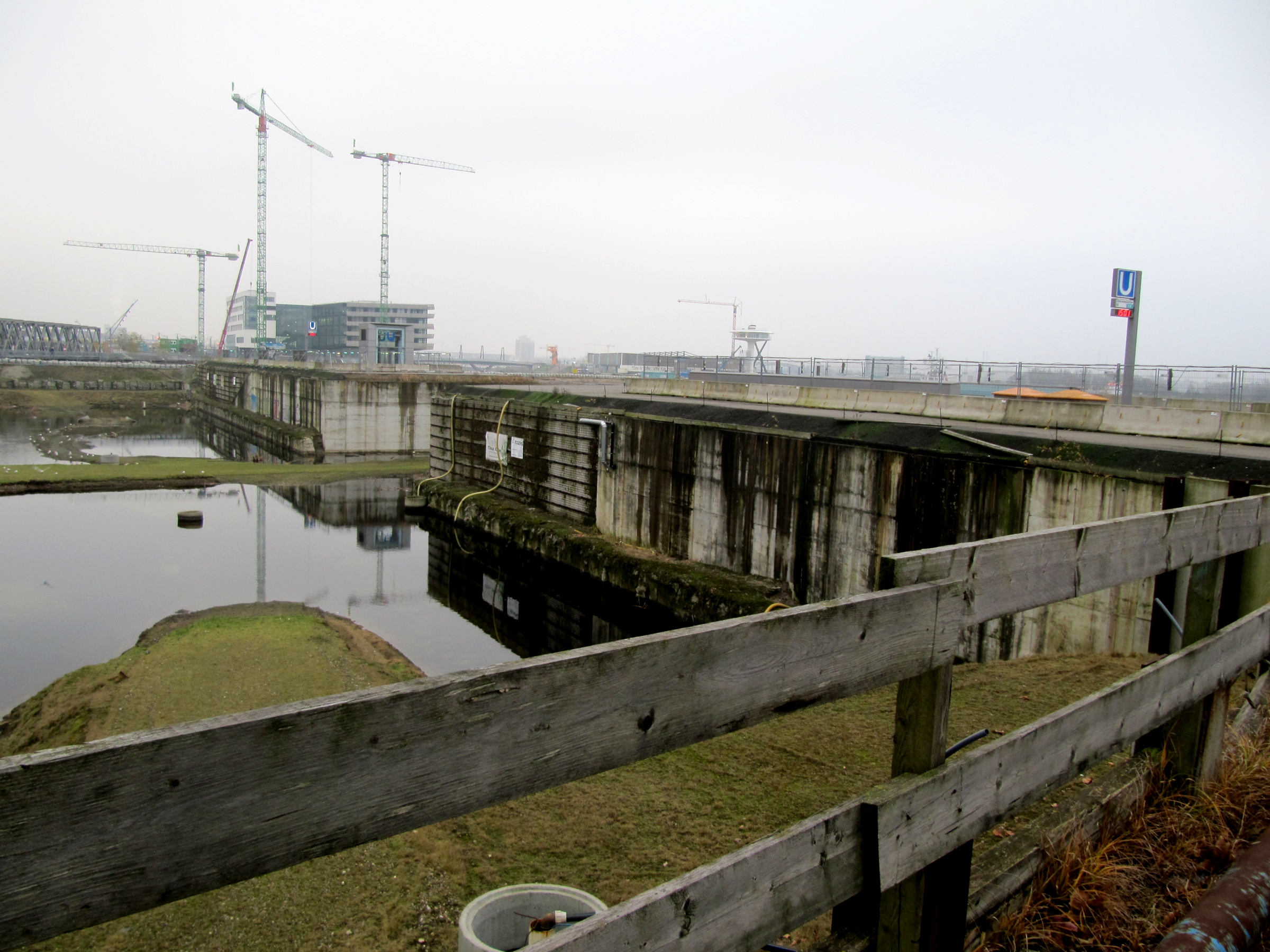
Die U-Bahn-Haltestelle von außen im Dezember 2015

Der U-Bahnhof befindet sich 19½ Meter unter Geländeniveau, also 14 Meter unter NHN. Die Bahnsteighalle in west-östlicher Ausrichtung und mit etwa 8 Metern Deckenhöhe ist 17,6 Meter breit, wovon 10,8 Meter auf den Mittelbahnsteig entfallen. Der Zugang erfolgt über zwei Treppenanlagen an der Westseite bzw. drei an der Ostseite. Ein Aufzug mit Zwischenhalt in der östlichen Zwischenebene führt zur Bahnsteigmitte. Die Gestaltung nach einem Entwurf des Büros „netzwerkarchitekten“ aus Darmstadt sieht eine Verkleidung der Wände mit blauen, keramisch beschichteten Glasfliesen vor, die nach unten hin dunkler werden und an Unterwasserwelten erinnern sollen. Silberne Bleche an der Decke sollen den Eindruck einer über der Haltestelle liegenden Wasseroberfläche erwecken.

## Kunstinstallationen

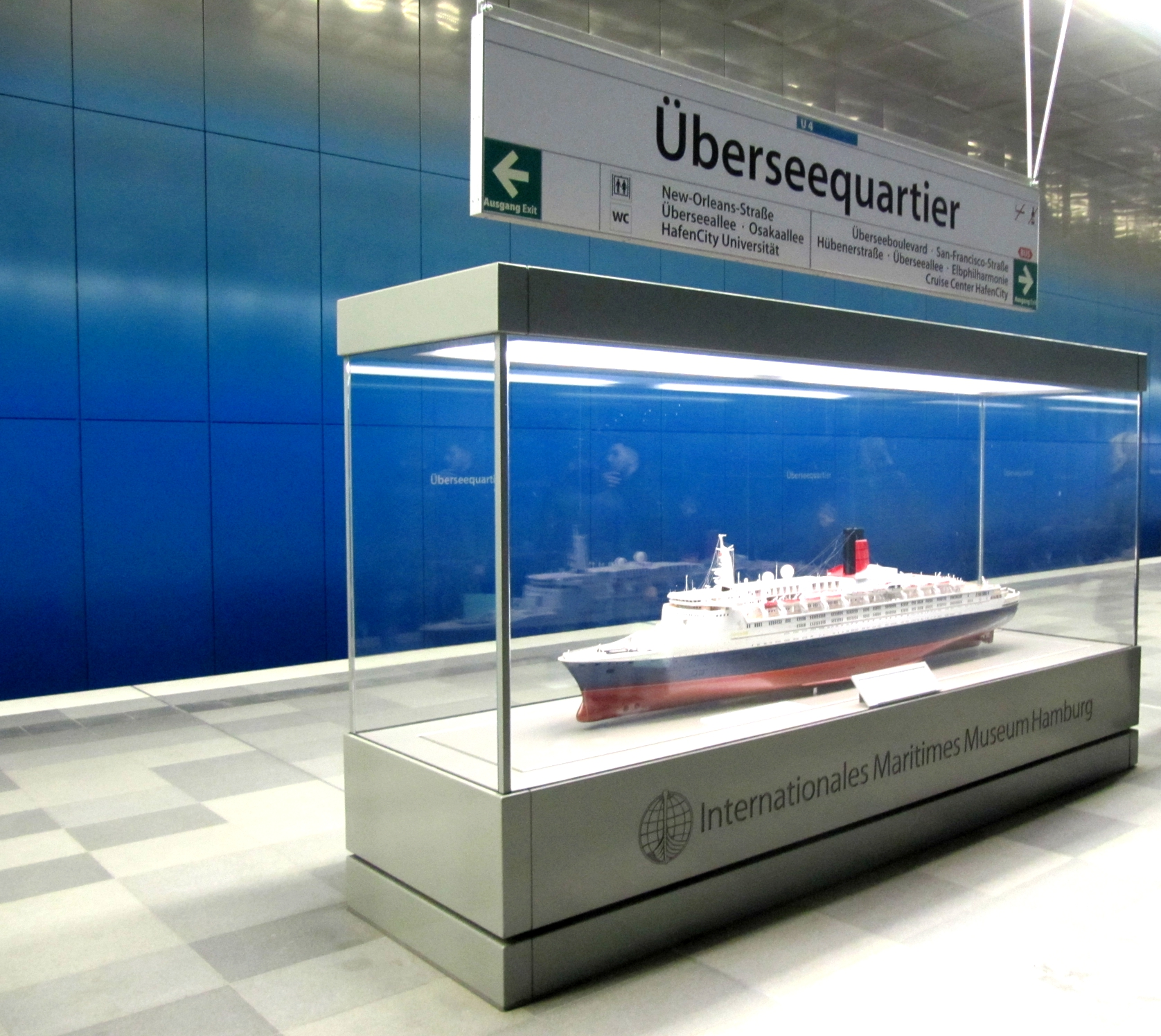
Schiffsmodell auf dem Bahnsteig

Als permanente Kunstinstallation befinden sich neben den Rolltreppen bei jeder Lampe eckige Lautsprecher, aus denen Meeresrauschen und andere maritime Geräusche dringen, was den optischen „Unterwasser-Eindruck“ der mit zunehmender Tiefe dunkler werdenden Wandverkleidung akustisch verstärken soll.

Als Dauerleihgabe des „Internationalen Maritimen Museums Hamburg“ befindet sich auf dem Bahnsteig in einem Schaukasten ein Modell der Queen Elizabeth 2 (Stapellauf: 1967) im Maßstab 1:100, das von Günther Nitz gebaut wurde.

## Philatelie
Am 1. März 2021 wurde die Sonderbriefmarke zu 0,95 € mit dem Motiv Überseequartier Hamburg (Entwurf Jennifer Dengler, Bonn) der Briefmarkenserie U-Bahn-Stationen in Deutschland herausgegeben.
| Linie | Verlauf |
| ----- | --- |
| U 4   | (in Planung: Moldauhafen –) Elbbrücken – HafenCity Universität – Überseequartier – Jungfernstieg – Hauptbahnhof Nord – Berliner Tor – Burgstraße – Hammer Kirche – Rauhes Haus – Horner Rennbahn – Legienstraße – Billstedt (im Bau: – Stoltenstraße – Horner Geest) |